# Kirchheim bei München
Kirchheim bei München là một xã thuộc huyện Munich, tỉnh Oberbayern bang Bayern nước Đức. Trong xã còn có hai làng, Heimstetten và Hausen. Hiện thời một dự án đang được soạn thảo để xây một trung tâm xã mới nằm giữa Kirchheim và Heimstetten.

### Nhà thờ

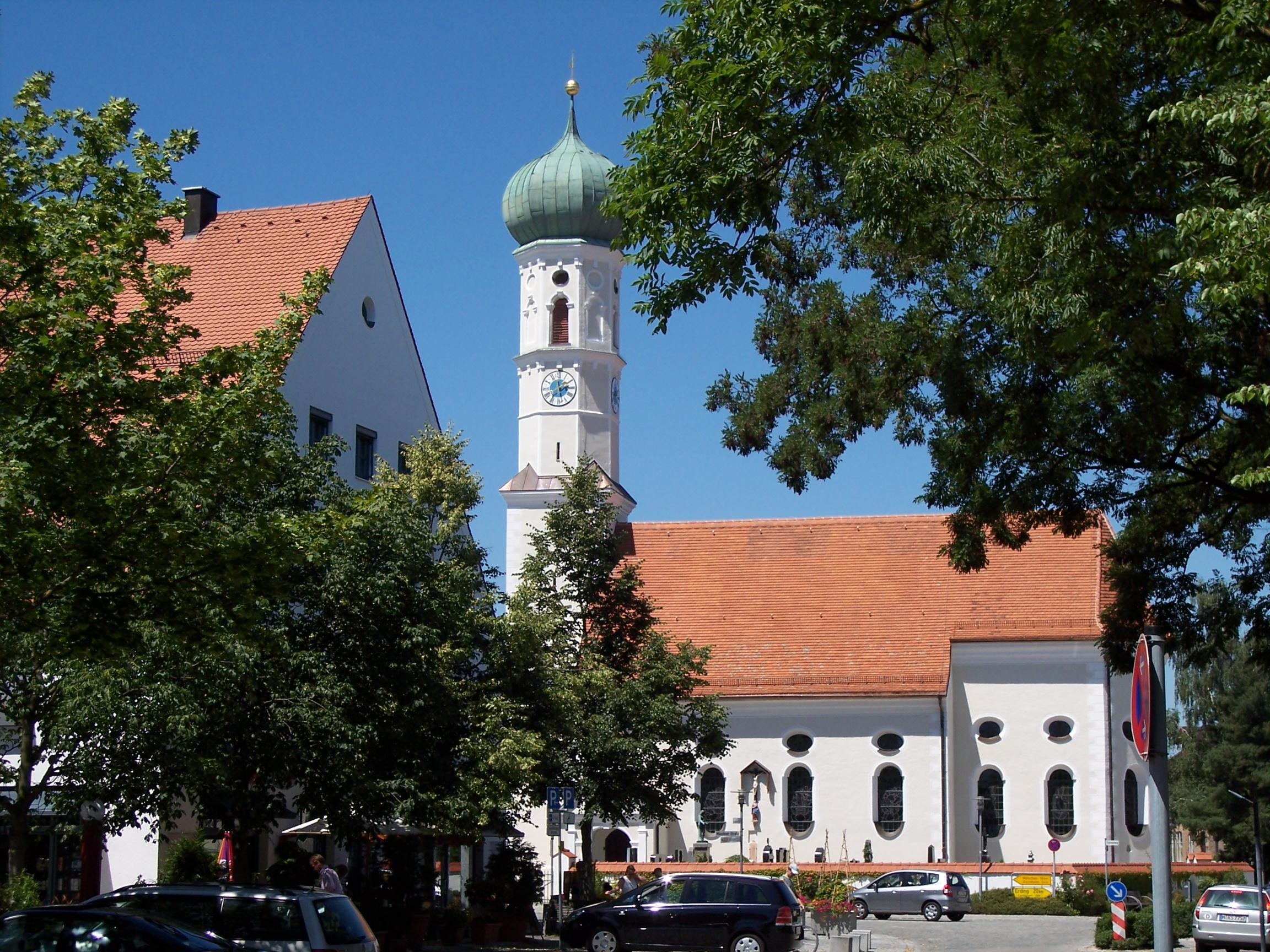
Nhà thờ Công giáo St. Andreas ở Kirchheim

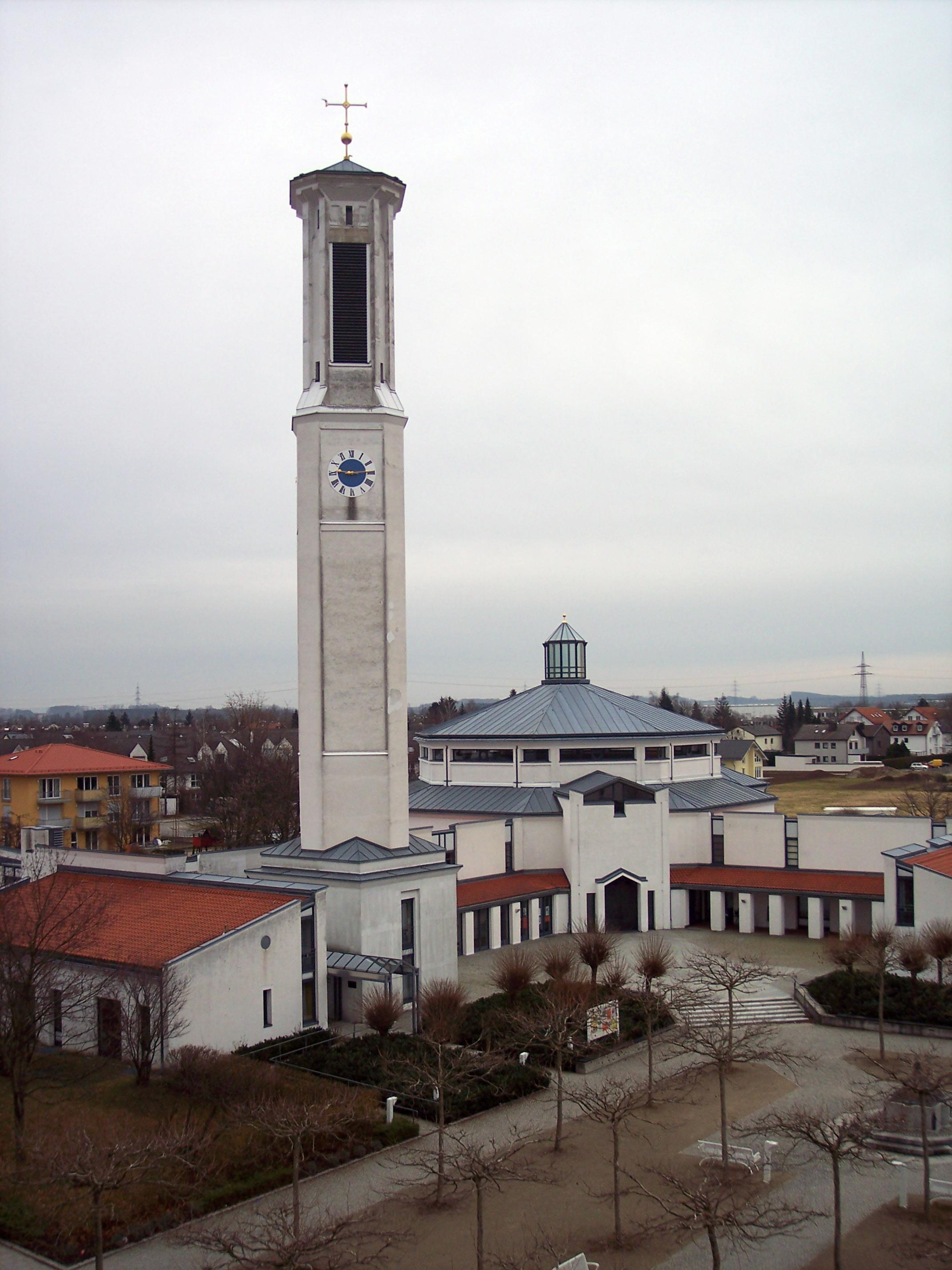
Nhà thờ Công giáo St. Peter của Heimstetten, xây năm 1991, kiến trúc sư Alexander von Branca

Nhà thờ cổ nhất là St.-Andreas-Kirche, được xây vào năm 1671. Đáng được xem là bàn thờ kiểu Rokoko xuất phát từ năm 1770. Nhà thờ tin lành Cantate-Kirche được khánh thành vào tháng 5 năm 1985 và nhà thờ St.-Peter-Kirche được Hồng y Friedrich Kardinal Wetter ban phép và khánh thành vào ngày 30 tháng 6 năm 1991. Ở Heimstetten còn có một nhà thờ nhỏ St. Ulrich, được xây xong vào ngày 14 tháng 10 năm 1895 và ban phép vào ngày 19 tháng 7 năm 1896.